# Elisabeth (musical)
Elisabeth és un musical en alemany, amb llibret i lletres de Michael Kunze i música de Sylvester Levay. Retrata la vida i mort de l'emperadriu Elisabet d'Àustria, esposa de l'emperador Francesc Josep I. Ha estat traduït a set idiomes i vist per més de 10 milions d'espectadors arreu del món, convertint-lo en el musical en alemany de més èxit de tots els temps.

## Sinopsi
El show comença al fosc món dels morts i dels somiadors, on Luigi Lucheni està sent interrogat per un Jutge sobre el perquè ha assassinat l'Emperadriu Elisabet. Lucheni afirma que no ha fet més que el que la mateixa Elisabeth volia, car durant tota la seva vida havia estat enamorada de la mateixa Mort mateixa, i viceversa. Com a testimoni, Lucheni porta l'aristocràcia morta de l'era passada i ens porta al passat, on serveix com a narrador sarcàstic dels fets que portaren a la transformació de la dolça i innocent Sissi a la venerada i infame Elisabeth, Emperadriu d'Àustria i Hongria, i el seu declivi durant anys fins al seu assassinat.
De jove, Sissi, criada en un ambient aparentment tranquil, experimenta el seu primer encontre amb la Mort, que provoca una relació d'amor/odi que s'estendrà durant tota la seva vida.
Lucheni afirma que un cop Franz Joseph, l'emperador d'Àustria, tria a Elisabeth com a muller, per oposar-se a Sophie, la seva dominant mare, comença una cadena de successos que finalment farien caure l'Imperi Austríac. La mateixa Elisabeth des de ben aviat comença a lamentar el seu aparent "casament de conte de fades" com el major error de la seva vida. Se sent abandonada pel descuidat seu marit, psicològicament abusada per la seva possessiva sogra i crònicament deprimida a causa de la seva soledat. Només hi ha una cosa que la manté emocionalment estimulada, i és l'ombra fosca i sensual de la Mort, però Elisabeth dubta en consumar la seva relació. Quan la Mort pren la seva filla petita, la tragèdia sacseja extremadament la jove emperadriu, però es nega a rendir-se davant la influència de la Mort.
Després que els seus altres tres fills, incloent Rodolf, l'únic nen, li són presos per Sophie, Elisabet s'endureix i esdevé una dona freda i egoista. Abandona la cort austríaca i passa dècades viatjant sense descans per tot el món, intentant en va escapar de la seva por a la buidor. Finalment, Elisabeth fa les paus amb el seu marit i troba un nou significat a la seva vida quan ajuda a unificar Àustria i Hongria, però el seu nou propòsit fa que abandoni encara més el seu psicològicament delicat, fent que el jove Rodolf entri en una profunda depressió, creant un vincle amb la Mort.
Finalment, la mateixa soledat de Rodolf i les peticions del seu pare fan que es trenqui i abraça la Mort, suïcidant-se a Mayerling amb la seva amant, Mary Vetsera. Aquest fet trenca finalment del tot a Elisabet, qui demana a la Mort que se l'emporti. Malgrat tot, el seu desdenyat amant ara rebutja emportar-se-la.
Passa una nova dècada. Elisabeth encara volta de lloc a lloc, vestida sempre de dol. Franz Joseph la visita a vegades, demanant-li que torni a Viena, creient fermament que l'amor és la resposta a tots els dolors, però Elisabeth s'hi nega, citant que a vegades l'amor no és suficient per curar les velles ferides.
Finalment, en una horrible visió de la caiguda de la Casa d'Habsburg, Franz Joseph es troba finalment amb el seu misteriós rival. Veu com la Mort dona una daga a Lucheni, però queda esclafat sota el pes del seu escut imperial, és incapaç de salvar la seva esposa.
El 10 de setembre de 1898, mentre que anava a embarcar-se a Ginebra, l'emperadriu Elisabeth d'Àustria és mortalment ferida, en ser apunyalada al cor. Mentre que cau morta, la Mort arriba a recollir el seu esperit. Mentre que es besen, porta el seu cos mort cap al món dels morts.

## Personatges principals
- Elisabeth - Emperadriu d'Àustria i posteriorment Reina d'Hongria
- Mort – la personificació de la Mort
- Luigi Lucheni - un anarquista que assassinà Elisabeth. Fa de narrador.
- Franz Joseph - Emperador d'Àustria i posteriorment Rei d'Hongria
- Arxiduquessa Sophie - l'autoritària mare de Franz Joseph
- Rudolf - fill d'Elisabeth i Franz Joseph
- Max - duc bavarès, pare d'Elisabeth
- Ludovika - duquessa bavaresa, mare d'Elisabeth i germana de Sophie
- Helene - germana d'Elisabeth
- Comtessa Esterházy – governanta de la cort
- Comte Grünne- conseller de Franz Joseph
- Cardenal Arquebisbe Rauscher - cap de l'Església Catòlica a Àustria
- Príncep Schwarzenberg - Ministre d'Estat
- Frau Wolf - mestressa d'un bordell a Viena

## Història de la producció
L'estrena mundial d'Elisabeth, dirigida per Harry Kupfer, va tenir lloc el 3 de setembre de 1992 al Theater an der Wien de Viena, on es representà fins al gener de 1997. Després d'una breu interrupció, es tornà a estrenar el 4 de setembre de 1997 i fins al 25 d'abril de 1998. a l'octubre de 2002 es realitzaren una sèrie de concerts al Wiener Konzerthaus amb motiu del desè aniversari. La producció de Viena es tornà a estrenar el 3 d'octubre de 2003, representant-se fins al 4 de desembre de 2005.
| País /Ciutat | Teatre                               | Estrena                | Cloenda                |
| ------------ | ------------------------------------ | ---------------------- | ---------------------- |
| Viena        | Theater an der Wien                  | 3 de setembre de 1992  | 25 d'abril de 1998     |
| Hyōgo        | Takarazuka Grand Theatre             | 16 de febrer de 1996   | En funcionament        |
| Tòquio       | Tokyo Takarazuka Theatre             | 16 de juny de 1996     | En funcionament        |
| Szeged       | Teatre descobert de Szeged           | 17 d'agost de 1996     | setembre de 1996       |
| Budapest     | Budapesti Operett Színház            | 5 d'octubre de 1996    | gener de 2005          |
| Miskolc      | Teatre Nacional Hongarès             | Tardor de 1999         | Abril de 2001          |
| Karlstad     | Musiktheatern i Värmland             | 30 de setembre de 1999 | 9 de gener de 2000     |
| Scheveningen | Fortis Circus Theatre                | 21 de novembre de 1999 | 22 de juliol de 2001   |
| Essen        | Colosseum Theater                    | 22 de març de 2001     | 29 de juny de 2003     |
| Stuttgart    | Colosseum Theater                    | 6 de març de 2005      | 27 de setembre de 2006 |
| Trieste      | Castell de Miramare                  | 21 de juliol de 2004   | 27 de juliol de 2004   |
| Turku        | Turun Kaupunginteatteri              | 23 de setembre de 2005 | 30 de desembre de 2006 |
| Thunersee    | Thunersee                            | 19 de juliol de 2006   | 30 d'agost de 2006     |
| Osaka        | Umeda Arts Theatre                   | 28 de març de 2007     | 30 d'abril de 2007     |
| Budapest     | Budapesti Operett Színház            | juliol de 2007         | En funcionament        |
| Berlín       | Theater des Westens, Semmel Concerts | 20 d'abril de 2008     | 27 de setembre de 2008 |
| Seül         | Samsung Electronics Hall             | 9 de febrer de 2012    | 13 de maig de 2012     |

## Cançons
En algunes produccions s'han afegit cançons noves. També l'ordre de les cançons va ser modificada, sent el cas més evident entre les versions alemanya i vienesa. La llista a continuació és la de la producció original a Viena (llevat quan s'indiqui el contrari):
I Acte
- Prolog (Proleg) - Judge, Lucheni, la Mort, Morts
- Wie du (Com tu) - Elisabeth, Max
- Schön, euch alle zu seh'n (Encantador tenir-vos tots aquí) - Ludovika, Hélène, Family
- Kein Kommen ohne Geh'n  (No ve sense marxar) - la Mort (només a les produccions japonesa i hongaresa)
- Schwarzer Prinz (Príncep Negre) - Elisabeth (originàriament una reprise de Wie du, reescrita per la producció neerlandesa)
- Jedem gibt er das Seine (Dona a tots el que té) - Sophie, Franz-Joseph, la Cort
- So wie man plant und denkt... (Les coses mai no van com s'han planejat...) - Lucheni, Sophie, Hélène, Elisabeth, Franz-Joseph
- Nichts ist schwer (Res és més difícil) - Franz-Joseph, Elisabeth
- Alle Fragen sind gestellt (S'han fet totes les preguntes) – Cor del Casament (i la Mort a la producció Takarazuka)
- Sie passt nicht (Ella no encaixa) - Sophie, Max, Convidats al casament
- Der letzte Tanz (El darrer ball) - la Mort
- Eine Kaiserin muss glänzen (Una Emperadriu ha de brillar) - Sophie, Comtessa Esterházy, Dames
- Ich Gehör Nur Mir (Em pertanyo a mí) - Elisabeth
- Die Ersten Vier Jahre (Els primers quatre anys) - Lucheni, Elisabeth, Sophie, Dames, Franz-Joseph, La Cort, Hongaresos (el final va ser completament reescrit per la producció Takarazuka i, parcialment, per a la versió hongaresa)
- Die Schatten werden länger (Les ombres es fan llargues) - la Mort
- Die fröhliche Apokalypse (L'alegre apocal·lipsis) - Lucheni, patrons de la cafeteria
- Kind oder nicht (Fill o no) - Sophie, Comtessa Esterházy, Jove Rudolf (apareix des de l'estrena alemanya i posteriors, llevat a la producció Takarazuka)
- Elisabeth, mach auf mein Engel (Elisabeth, obre àngel meu) - Franz-Joseph, Elisabeth, la Mort
- Milch (Llet) - Lucheni, els Pobres  (i la Mort a la producció Takarazuka)
- Schönheitspflege (Cura de Bellesa) - Comtessa Esterházy, Dames
- Ich will dir nur sagen (Només vull dir-te – Reprise de Em pertanyo a Mi) - Franz-Joseph, Elisabeth, la Mort (inicialment només Franz-Joseph i Elisabeth)

II Acte
- Kitsch (Kitsch) - Lucheni
- Éljen (Llarga vida en hongarès) (Éljen) - Hongaresos, Lucheni (omesa a les produccions de Stage Entertainment)
- Wenn ich tanzen will (Quan vull ballar) - la Mort, Elisabeth (escrita per l'estrena alemanya, des de llavors apareix a les posteriors produccions)
- Mama, wo bist du? (Mama, on estàs?) - Jove Rudolf, la Mort
- Mama, wo bist du reprise (Mama, on estàs? - (reprise) - Jove Rudolf, la Mort (només a la producció original neerlandesa. La cançó anterior es traslladava al primer acte)
- Sie ist verrückt (Està boja) - Elisabeth, Miss Windisch
- Nichts, nichts, gar nichts (Res, res, res de res) – Elisabeth (originalment una seqüència de ball amb Elisabeth com Titania de El somni d'una nit d'estiu, i la segona part de la cançó s'eliminà a la producció Takarazuka)
- Ich Gehör Nur Mir (Em pertanyo a mi - reprise) - Elisabeth (només a la producció Takarazuka)
- Wir oder sie (Ella o nosaltres) - Sophie, la Cort
- Nur kein Genieren (No siguis beat) - Madame Wolf, Lucheni, Meuques
- Die letzte Chance (Maladie) (La darrera oportunitat (La Malaltia) - la Mort, Elisabeth
- Zwischen Traum und Wirklichkeit (Entre somni i realitat) - Elisabeth (només a la producció japonesa)
- Streit Mutter und Sohn (Discussió entre Mare i Fill) - Franz Josef & Sophie
- Bellaria (Bellaria) – Sophie (Aparegué a les produccions hongaresa i japonesa de 1996, i des de llavors ha aparegut a totes les produccions)
- Die rastlosen Jahre (Els anys sense descans) - Franz-Joseph, la Cort, Dames
- Jagd (Caçada) – Una seqüència que fa referència als viatges de cacera d'Elisabeth per Europa a la producció original vienesa (eliminada de totes les produccions, llevat de l'hongaresa)
- Die Schatten werden länger (Les ombres es fan llargues) (Reprise) - la Mort, Rudolf
- Streit Vater & Sohn (Discussió entre Pare i Fill) - Rudolf, Franz Joseph (aparegué a les produccions neerlandesa i d'Essen, i a partir d'aquí entrà a totes les produccions)
- Hass (Odi) - Anti-Semites & Lucheni (eliminada de les produccions japoneses a causa del seu contingut controvertit)
- Verschwörung (Conspiració'') - Rudolf, nacionalistes hongaresos (no apareix a la producció de Viena)
- Wie du (Reprise) (Com tu (Reprise)) - - Elisabeth, Fantasma de Max's Ghost (no apareix a la producció Takarazuka)
- Wenn ich dein Spiegel wär (Si jo fos el teu reflex) - Rudolf, Elisabeth
- Mayerling-Walzer (Vals de Mayerling) - Rudolf, la Mort, Mary Vetsera
- Rudolf, wo bist du? (Totenklage) (Rudolf, on estàs? (plany) - Elisabeth (A les produccions neerlandesa i hongaresa és un duet amb Sophie)
- Kein Kommen ohne Geh'n Reprise (No vens sense marxar) - la Mort (només a la producció de Takarazuka)
- Mein neues Sortiment (La meva nova varietat) - Lucheni
- Boote in der Nacht (Vaixells a la nit) - Elisabeth, Franz-Joseph
- Am Deck der sinkenden Welt (Al llindar d'un món que s'enfonsa) - Lucheni, la Mort, Franz-Joseph, els Habsburgs (la primera meitat de la cançó desapareix de les produccions Takarazuka)
- Der Schleier fällt (El vel cau) - Elisabeth, la Mort
- Schlussapplaus (Final) - Instrumental